# Roland Wabra

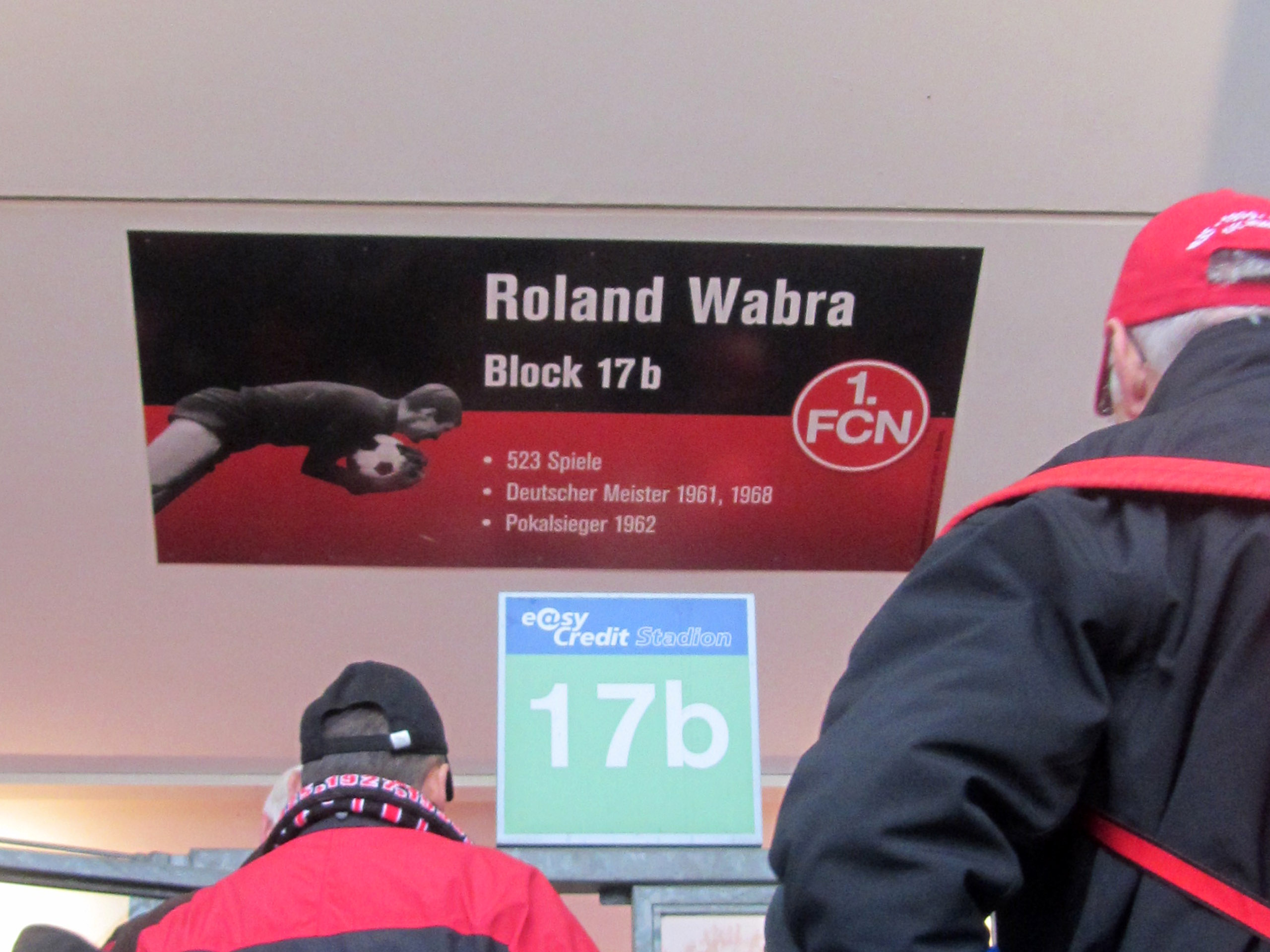
Hinweis auf den
“Roland-Wabra-Block” im Stadion Nürnberg

Roland „Rolli“ Wabra (* 25. November 1935 in Prag; † 17. Oktober 1994 auf der Bundesautobahn 6) war ein deutscher Fußballspieler.

## Karriere
Wabra begann seine Fußballkarriere beim SV Unterreichenbach, einem Sportverein im gleichnamigen Ortsteil von Schwabach im Regierungsbezirk Mittelfranken. Anschließend, von 1954 bis 1969, war er ausschließlich für den 1. FC Nürnberg in 523 Einsätzen als Torwart aktiv, von denen er zwischen 1963 und 1969 146 Einsätze in der Bundesliga bestritt. Sein Debüt gab er am 24. August 1963, dem Start der neu gegründeten höchsten deutschen einheitlichen Spielklasse, beim 1:1-Unentschieden im Auswärtsspiel gegen Hertha BSC. In den zwölf Jahren seiner Vereinszugehörigkeit gewann er zweimal die deutsche Meisterschaft und einmal den DFB-Pokal. Wabra wurde zudem als erster Torhüter der Bundesliga des Feldes verwiesen; die Rote Karte erhielt er am 11. März 1967 (25. Spieltag) beim 2:2-Unentschieden im Auswärtsspiel gegen Fortuna Düsseldorf in der 28. Minute. Der Verteidiger Reinhold Adelmann hütete anschließend das Tor, da seinerzeit noch nicht ausgewechselt werden durfte. Der Club führte zu diesem Zeitpunkt bereits mit 2:1 und Adelmann musste erst in der 82. Minute den Ausgleich hinnehmen. Wabra kam daraufhin erst wieder in der nächsten Saison zum Einsatz. 1969 kehrte Wabra zum SV Unterreichenbach zurück, wo er bis 1976 spielte.

## Sonstiges
Am 17. Oktober 1994 fand er auf der Heimfahrt vom Valznerweiher nach Unterreichenbach – wie auch der Falschfahrer, mit dem er auf der BAB 6 zusammenstieß – den Tod.
Wabras Söhne waren ebenfalls als Fußballer für den 1. FC Nürnberg aktiv. Der jüngere, Klaus, bestritt als Amateur in der Saison 1983/84 ein Bundesligaspiel für den Club. Danach spielte er in der Bayernliga für den TSV 1860 München. Der ältere, Rudolf, war zwar bei Borussia Dortmund, dem 1. FC Nürnberg und dem 1. FC Köln unter Vertrag, kam aber in der Bundesliga nicht zum Einsatz. Im Ausland spielte er als Stammspieler beim FC Locarno und bei Royal Antwerpen. Nach seiner Profikarriere stand er beim VfL Frohnlach in der Bayernliga unter Vertrag.

## Trivia
WABRA ist der erste Name in dem experimentellen Gedicht von Peter Handke „Die Aufstellung des 1. FC Nürnberg vom 27.1.1968“, vor LEUPOLD und POPP.

## Erfolge
- Deutscher Meister 1961 und 1968
- DFB-Pokalsieger 1962